# Johannes Theodor Schmalhausen
Johannes Theodor Schmalhausen, né le 3 avril 1849 à Saint-Pétersbourg et mort le 7 avril 1894 à Kiev, est un botaniste d'origine allemande, sujet de l'Empire russe, qui fut membre-correspondant de l'Académie impériale des sciences de Saint-Pétersbourg (à partir de 1893) et professeur à l'université de Kiev, (à partir de 1878). C'était le père de l'académicien Ivan Schmalhausen (1884-1963).

## Biographie
Schmalhausen est le fils d'un bibliothécaire de l'Académie impériale des sciences. Après avoir terminé en 1867 ses études secondaires au lycée Larine (lycée n°4) de Saint-Pétersbourg, il entre au département des sciences naturelles de la faculté de physique et de mathématiques de l'université de Saint-Pétersbourg. Il se spécialise en botanique auprès du professeur Andreï Beketov. Il reçoit une médaille d'or pour sa thèse « О последовательности побегов в соцветии злаков » [De la succession des pousses dans les inflorescences des graminées.] Il prépare ensuite son professorat à l'université. Sa thèse magistérielle porte en 1874 sur « О растительных помесях. Наблюдения из Санкт-Петербургской флоры » [À propos des hybrides végétaux. Recherches issues de la flore de Saint-Pétersbourg], grâce à laquelle il obtient une bourse d'études à l'étranger: il travaille deux ans à l'université de Strasbourg auprès d'Anton de Bary et de Wilhelm Philipp Schimper, ainsi qu'à l'université de Zurich auprès d'Oswald Heer et à Vienne, Prague, Munich et Berlin. Il fait des expéditions botaniques dans les Alpes et visite le midi de la France et le nord de l'Italie. Il retourne en Russie en 1876 pour être nommé conservateur de l'herbier du jardin botanique impérial de Saint-Pétersbourg.
Sa thèse de doctorat porte en 1877 sur « Исследования над развитием млечных вместилищ растений » [Études de l'évolution des contenants des sucs lactés des plantes], grâce à laquelle il reçoit son titre de privat-docent de l'université de Saint-Pétersbourg. En 1878, il est nommé professeur extraordinaire de botanique à l'université de Kiev, où il s'installe quelques mois plus tard, enseignant à l'université et s'occupant du jardin botanique de l'université, jusqu'à la fin de sa vie. Il est nommé professeur ordinaire en 1886.
Schmalhausen s'est surtout consacré pendant sa carrière à la paléobotanique et à la floristique.

## Quelques œuvres
- Флора Юго-Западной России, то есть губерний: Киевской, Волынской, Подольской, Полтавской, Черниговской и смежных местностей. Руководство для определения семенных и высших споровых растений [Flore du sud-ouest de la Russie, c'est-à-dire des gouvernements de Kiev, de Volhynie, de Podolsk, de Poltava, de Tchernigov, et de lieux contigus...], Kiev: impr. S. V. Kouljenko, 1886. XLVIII + 783 pages.
- Краткий учебник ботаники. Для студентов медицины и начинающих натуралистов [Précis de botanique pour les étudiants en médecine et les naturalistes débutants], Kiev: impr. S. V. Kouljenko, 1887. VIII + 314 pages; 2e éd. Kiev: impr. Université Saint-Vladimir N. T. Kortchak-Novitski, 1899. [2]+ VI + 313 pages.
- Средней и Южной России, Крыма и Северного Кавказа. Руководство для определения семянных и высших споровых растений [Flore de Russie centrale et méridionale, de Crimée et du Caucase du Nord. Manuel des plantes spermophytes et cryptogames supérieures], Kiev et Moscou, impr. I. N. Kouchner et compagnie, tome 1 (Choripetalae dicotylédones), 1895. XXXII + 468 pages ; tome 2 (Sympetalae et fleurs sans feuilles dicotylédones, monocotylédones, gymnospermes et embryophytes), 1897. XVI + 752 pages.
- Beiträge zur Kenntnis der Milchsaftbehalter, Acad. Imp. Sci., St. Petersb., 1877. Ser. VII, 24: 1-27.
- Die Pflanzenreste der artinskien und permischen Ablagerungen im Osten des Europaischen Russlands // Mém. Comité géol., 1887, Vol. 2, N° 4, pp. 1–42.